# Vereinigte Bühnen Wien
Vereinigte Bühnen Wien (kurz: VBW) ist ein Wiener Theaterbetrieb. Als Tochterunternehmen der Wien Holding führt es die Spielstätten Theater an der Wien, Raimundtheater (Markenname: Raimund Theater) und Ronacher und produziert Musicals.

## Geschichte
Die Vereinigten Bühnen Wien wurden 1987 gegründet, um den Betrieb der stadteigenen Theater zu bündeln. Peter Weck, Intendant des Theater an der Wien, wurde Generalintendant des zu der Zeit größten Theaterverbundes der Stadt Wien. Wecks deutschsprachige Produktion von Cats hatte ab 1983 im für Wien neuen Dauerbetrieb eines Musicals Zuschauerrekorde aufgestellt. Mit einem subventionierten Musiktheaterproduzenten, der drei Spielstätten betreibt, festigte Wien seine neugefundene Position als Hauptstadt des Musiktheaters.
Die Produktion deutschsprachiger Versionen englischer „Mega-Musicals“ stellte sich jedoch für das öffentlich subventionierte Repertoiretheater als Herausforderung heraus. Die Kapazität der historischen Spielstätten war zu begrenzt für einen kommerziellen Gewinn, die Kasseneinnahmen reichten nicht aus – vor allem, da die Tantiemen an die Rechteinhaber hoch waren. Kritik der Presse und der stadtpolitischen Opposition führten zu einer Änderung der Ausrichtung.
Seit 1990 produzieren die VBW daher komplette Eigenproduktionen im Musicalbereich, die auf keiner fremdsprachigen Vorlage basieren. In diesen spielen oftmals Figuren der österreichischen Geschichte eine Hauptrolle – beispielsweise in Freudiana (1990) Sigmund Freud, in Elisabeth (1992) die gleichnamige Kaiserin. So bieten die VBW bekannte touristische Attraktionen als Anhaltspunkt.
Das Theater an der Wien wurde im Jänner 2006 als neues Stagione-Opernhaus der Stadt Wien eröffnet. Seit der Saison 2012/13 wird auch die Wiener Kammeroper vom Theater an der Wien bespielt.

## Produktionen
Alle Musicals der VBW in alphabetischer Reihenfolge in den drei Theatern der VBW, dem Theater an der Wien (TAW), dem Raimund Theater (RT) und dem Ronacher (RON):
- A Chorus Line (RT, 1987–1988)
- Anatevka (TAW, 1997)
- Barbarella (RT, 2004–2005)
- Bodyguard (RON, 27. September 2018 – 30. Juni 2019)
- Cats (TAW, 24. September 1983–1988; RON, 1988–1990; RON, 20. September 2019 – 26. Juni 2022)
- Chicago (TAW, 1998–1999; RON, 1999)
- Das Phantom der Oper (TAW, 1988–1990; RT, 1990–1993)
- Das Phantom der Oper – Konzertante Aufführung (RON, 29. November 2012; 10 Termine)
- Der Glöckner von Notre Dame (Musical) (RON, 8. Oktober 2022 -)
- Der Besuch der alten Dame (RON, 19. Februar – 29. Juni 2014)
- Die Schöne und das Biest (RT, 28. September 1995 – 30. Juni 1997)
- Don Camillo und Peppone (Musical) (RON, 27. Jänner – 25. Juni 2017)
- Elisabeth (TAW, 3. September 1992 – 25. März 1998; 3. Oktober 2003 – 4. Dezember 2005; RT, 5. September 2012 – 1. Februar 2014)
- Falco – A Cyber Show (RON, 2000)
- Freudiana (TAW, 19. Dezember 1990 – 18. April 1992)
- Frühlings Erwachen (RON, 21. März – 30. Mai 2009)
- Grease (RT, 1994–1995)
- Hair (RT, 2001–2002)
- I Am from Austria (RT, 16. September 2017 – 16. Juni 2019)
- Ich war noch niemals in New York (RT, 17. März 2010 – 15. Juni 2012)
- Jekyll & Hyde (TAW, 2001–2003)
- Jesus Christ Superstar (wiederholt, z. B. RON 2011[6] 2019 RT[7])
- Joseph and the Amazing Technicolor Dreamcoat (RT, 2000–2001)
- Kuss der Spinnenfrau (RT, 28. November 1993–1994)
- Les Misérables (RT, 15. September 1988 – 31. März 1990)
- Liebe stirbt nie (RON, 18. – 26. Oktober 2013)
- Mamma Mia! (RT, 19. März 2014 – Juni 2015)
- Mary Poppins (RON, 1. Oktober 2014 – 31. Jänner 2016)
- Mozart! (TAW, 2. Oktober 1999 – 7. Mai 2001; RT, 24. September 2015 – 20. März 2016)
- Natürlich blond (RON, 21. Februar 2013 – 20. Dezember 2013)
- Romeo & Julia (RT, 24. Februar 2005 bis 8. Juli 2006)
- Rebecca (RT, 28. September 2006 – 30. Dezember 2007 und 9. September – 30. Dezember 2008, RT, 22. September 2022 – 7. Jänner 2024)
- Rock Me Amadeus (RON, 7. Oktober 2023	- 28. Juni 2025)
- Rudolf – Affaire Mayerling (RT, 26. Februar 2009 – 24. Jänner 2010)
- Schikaneder, (RT 30. September 2016 – 21. Juni 2017)[8]
- Sister Act (RON, 15. September 2011 – 31. Dezember 2012)
- Rocky Horror Show (RT, 1993)
- Tanz der Vampire (RT, 4. Oktober 1997 – 15. Jänner 2000; RON, 16. September 2009 – 24. Juni 2011; RON 30. September 2017 – 27. Juni 2018)
- The Producers (RON, 30. Juni 2008 – 22. Februar 2009)
- Wake up (RT, 29. September 2002 – 1. Jänner 2004)
- We Will Rock You (RT, 24. Jänner – 13. Juli 2008)

Unter dem Titel Ronacher Mobile zeigten die VBW Komödien wie Die Weberischen oder Die Habsburgischen (beide im Museumsquartier) und Konzerte wie Jesus Christ Superstar und die Leonard Bernstein Gala im Raimund Theater während der Funktionssanierung des Ronachers.

## Eigene Produktionen
Produktionen, die bei den Vereinigten Bühnen Wien ihre Weltpremiere hatten:
- Freudiana (von Eric Woolfson, Lida Winiewicz und Brian Brolly)
- Elisabeth (Text: Michael Kunze, Musik: Sylvester Levay)
- Tanz der Vampire (Text: Michael Kunze, Musik: Jim Steinman, in Zusammenarbeit mit Roman Polański, Andrew Braunsberg und Rudi Klausnitzer)
- Mozart! (Text: Michael Kunze, Musik: Sylvester Levay)
- Wake up (Text und Musik: Rainhard Fendrich, Arrangement: Harold Faltermeyer)
- Barbarella (Text: Rudi Klausnitzer, Musik: Dave Stewart; basierend auf der Arbeit und der Figur von Jean-Claude Forest)
- Rebecca (Text: Michael Kunze, Musik: Sylvester Levay)
- Die Weberischen (Buch: Felix Mitterer, Musik: Martyn Jaques, Wolfgang Amadeus Mozart)
- Die Habsburgischen (von Michaela Ronzoni und Christian Kolonovits)
- Rudolf (von Frank Wildhorn und Jack Murphy; deutschsprachige Erstaufführung bzw. Ko-Produktion mit den Operettenhaus Budapest)
- Woyzeck & The Tiger Lillies
- Der Besuch der alten Dame (Michael Reed (Musik) / Wolfgang Hofer (Liedtexte) / Moritz Schneider (Musik) / Christian Struppeck (Buch))
- Don Camillo und Peppone (Michael Kunze (Buch und Liedtexte) / Dario Farina (Musik))
- Schikaneder (von Stephen Schwartz (Musik) und Christian Struppeck (Buch))
- I Am from Austria (von Rainhard Fendrich (Musik) und Titus Hoffmann und Christian Struppeck (Buch))
- Rock me Amadeus (von Michael Reed & Roy Moore (Musik) und Christian Struppeck (Buch); Premiere 2023)

## VBW-Produktionen im Ausland
Die Vereinigten Bühnen Wien sind laut eigenen Angaben der einzige Musicalproduzent im deutschsprachigen Raum, der hauseigene Produktionen in alle Welt exportiert. So hätten bereits rund 28 Millionen Menschen in 23 Ländern und 18 Sprachen eine VBW-Eigenproduktion gesehen, was jährlich rund 1,4 Millionen Besucher weltweit entspräche.
Sobald eine Eigenproduktion in Wien erfolgreich ist, koproduziert die VBW in der Regel lizenzierte Ablegerproduktionen in ganz Europa und Ostasien, was mitunter zu Variationen innerhalb eines bestimmten Musicals führt. Die VBW ist dafür bekannt, weltweit erfolgreich zu sein, ohne am Broadway oder West End Erfolg zu haben.
Der Besuch der alten Dame, ein Musical von Christian Struppeck, Wolfgang Hofer, Moritz Schneider und Michael Reed gespielt in:
- Schweiz: Thun
- Japan: Fukuoka, Kanazawa, Nagoya, Osaka, Tokio, Tokio-Kitasenju

Don Camillo & Peppone, ein Musical von Michael Kunze & Dario Farina, gespielt in:
- Deutschland: Tecklenburg
- Schweiz: St. Gallen

Elisabeth, das erste Musical von Michael Kunze & Sylvester Levay, gespielt in:
- Belgien: Antwerpen
- China: Shanghai
- Deutschland: Berlin, Bremen, Chemnitz, Dresden, Düsseldorf, Erfurt, Essen, Frankfurt, Köln, Leipzig, München, Stuttgart
- Finnland: Turku
- Italien: Triest (im Zuge der Deutschland-Tour 2012)
- Japan: Fukuoka, Nagoya, Osaka, Takarazuka, Tokio
- Korea: Busan, Changwon, Cheonan, Daejoen, Daegu, Gwangju, Ilsan, Jeonju, Seongnam, Seoul, Suwon
- Litauen: Kaunas
- Niederlande: Apeldoorn, Baarn, Scheveningen
- Schweden: Karlstad
- Schweiz: Basel, Thun, Zürich
- Tschechien: Pilsen
- Ungarn: Baja, Budapest, Győr, Sopron, Szeged

I am from Austria, ein Musical von Titus Hoffmann & Christian Struppeck mit den Hits von Rainhard Fendrich, gespielt in:
- Japan: Tokio, Osaka

Mozart!, ein Musical von Michael Kunze & Sylvester Levay, gespielt in:
- Belgien: Antwerpen
- China: Shanghai
- Deutschland: Duisburg, Hamburg, Lohne, München, Zwickau, Tecklenburg
- Japan: Kanazawa, Nagoya, Osaka, Tokio
- Korea: Ansan, Busan, Changwon, Daegu, Daejeaon, Gimhae, Gwangju, Seoul
- Schweden: Karlstadt
- Tschechien: Brünn
- Ungarn: Budapest

Rebecca, ein Musical von Michael Kunze & Sylvester Levay, gespielt in:
- Deutschland: Stuttgart, Tecklenburg
- Finnland: Helsinki, Kouvola
- Japan: Aichi, Fukuoka, Nagoya, Osaka, Tokio, Tokio-Kitasenju
- Korea: Ansan, Busan, Changwon, Cheonan, Daegu, Daejeaon, Gimhae, Gwangju, Icheon, Ilsan, Jeonju, Kimhae, Seongnam, Seoul, Suwon, Ulsan
- Rumänien: Bukarest
- Russland: Moskau
- Schweden: Malmö
- Schweiz: St. Gallen
- Serbien: Belgrad
- Tschechien: Ostrava
- Ungarn: Budapest

Rudolf – Affaire Mayerling, ein Musical von Frank Wildhorn, gespielt in:
- Japan: Tokio
- Korea: Busan, Changwon, Cheonan, Daegu, Daejeaon, Gwangju, Jeonju, Seoul
- Ungarn: Budapest, Pécs

Tanz der Vampire ein Musical von Michael Kunze & Jim Steinman, gespielt in:
- Belgien: Antwerpen
- Dänemark: Kopenhagen
- Deutschland: Berlin, Frankfurt, Hamburg, Köln, München, Oberhausen, Stuttgart
- Estland: Tallinn
- Finnland: Helsinki, Seinäjoki
- Frankreich: Paris
- Japan: Fukuoka, Nagoya, Osaka, Tokio
- Polen: Warschau
- Russland: St. Petersburg, Moskau
- Schweiz: St. Gallen
- Slowakei: Nitra
- Tschechien: Prag
- Ungarn: Budapest
- USA: Broadway (stark geänderte Version)

## Besucher VBW-Produktionen
Besucher im Theater an der Wien, Raimund Theater, Ronacher und International:
| Jahr | Wien          | International | Gesamt    | TV + Online    |
| ---- | ------------- | ------------- | --------- | -------------- |
| 2020 | ca. 111.879 2 | .0272.340     | .0384.019 | rund 2.500.000 |
| 2019 | ca. 504.617 1 | .0971.069     | 1.475.686 |                |
| 2018 | ca. 625.655   | .0976.511     | 1.602.166 |                |
| 2017 | ca. 498.700   | 1.475.896     | 1.974.596 |                |
| 2016 | ca. 513.000   | 1.210.000     | 1.723.000 |                |
| 2015 | ca. 568.000   | .0762.000     | 1.330.000 |                |
| 2014 | ca. 572.000   | .0810.020     | 1.382.020 |                |

## Kontroverse
Nachdem Mitarbeiter „wegen prekärer Beschäftigungsverhältnisse“ vor Gericht gezogen waren, zahlten die Vereinigten Bühnen Wien im Jahr 2016 Gehälter in Höhe von 385.000 Euro an 55 Mitarbeiter nach. Im Zeitraum zwischen 2009 und 2012 zahlten die Vereinigten Bühnen Wien leitenden Angestellten Prämien in Höhe von 660.000 Euro aus, ohne dass dafür im Gegenzug klar messbare Zielvereinbarungen festgelegt wurden, wie der Wiener Stadtrechnungshof 2013 in einem Kontrollbericht kritisierte. Die Prämien wurden als „unangemessen hoch“ kritisiert, die Kriterien, welche zur Prämienausschüttung führten, als „unambitioniert“, „nicht genau quantifiziert“ und die „Dokumentationen der erreichten Ziele“ als „nicht immer leicht nachvollziehbar“.